# 朱懷埢
秦宣王朱懷埢（1524年—1566年），明朝秦藩宗室奉國將軍朱惟燫之庶子，輔國將軍朱秉柎之孫，鎮國將軍朱誠潤之曾孫，臨潼惠简王朱公銘之玄孫。

## 生平
朱懷埢初封鎮國中尉。嘉靖二十三年（1544年），秦定王朱惟焯去世，無子，朱懷埢因秦定王继妃林氏奏請得以主丧、管府事。朱懷埢自請主丧，而讓管理府事與其父朱惟燫，嘉靖帝允之。嘉靖二十五年（1546年），朱惟燫上奏朝廷請求進封自己為秦王，但並未獲許，且被遣歸本府。嘉靖帝下敕改由朱懷埢管理秦府事，待终丧袭封。嘉靖二十六年（1547年），临潼王府奉国将军朱惟燔因與朱懷埢争袭秦王、越关奏扰而被革爵，發往高墙。
嘉靖二十七年（1548年），朱懷埢嗣封秦王。嘉靖二十八年（1549年），朝廷追封朱懷埢之父為秦端王，祖父為秦順王，曾祖父為秦恭王。嘉靖四十五年（1566年）去世，諡號宣。同年，因朝廷定下旁支不许袭爵的新规，礼部指秦宣王系旁支续封，其庶长子隆德王朱敬鎔也应该被革除袭封资格，其作为亲王子受封的郡王爵位也应该取消。明穆宗认为秦宣王是在新规定出台前袭王爵，没有处理。
朱敬鎔後繼位，即秦靖王。

## 家庭

### 妻子
1. 元妃崔多

### 子女

#### 子
1. 秦靖王朱敬鎔
2. 朱敬鉁[4]
3. 辅国中尉朱敬？
4. 辅国中尉朱敬𨩯